# Agencia Noruega para la Calidad de la Educación
La Agencia Noruega para la Calidad de la Educación o NOKUT (en bokmål Nasjonalt organ for kvalitet i utdanningen, en nynorsk: Nasjonalt organ for kvalitet i utdanninga) es una agencia del Gobierno de Noruega para la acreditación y la calidad de su sistema educativo, tanto en educación  secundaria como en educación superior. Forma parte integrante de la Asociación Europea para la Calidad de la Educación Superior, creada en 2000. 

## Historia
Creada en 2003 como parte de la llamada Reforma de la calidad, sus áreas de responsabilidad incluyen la evaluación de la calidad de las universidades noruegas, las escuelas universitarias, así como de los centros de formación profesional, y la evaluación de la educación superior en el extranjero. La NOKUT tiene 76 empleados, y su director es Terje Mørland.
Cada año, desde 2014, la NOKUT elabora un informe en el que recopila los datos de la encuesta nacional a los estudiantes universitarios y de formación profesional. La llamada Studiebarometeret mide la percepción de la calidad de la educación respecto a los programas de estudio ofrecidos por las instituciones noruegas de educación superior.